# Almeirim (São Tomé)
Almeirim ist ein Ort am Südrand der Hauptstadt São Tomé im Distrikt Água Grande auf der Insel São Tomé im Inselstaat São Tomé und Príncipe. 2012 wurden 1591 Einwohner gezählt.

## Geographie
Der Ort liegt südlich der Stadt zwischen Blublu und Água Arroz an der Ausfallstraße nach Pau-Sabão.